# Enrico Caviglia
Enrico Caviglia, född 4 maj 1862, död 22 mars 1945, var en italiensk militär. 
Caviglia blev officer vid artilleriet 1882. Han kom att göra karriär i den italienska försvarsmakten i samband med första världskriget. Vid krigsutbrottet utnämndes han till överste vid generalstaben, 1915 till generalmajor, 1916 till generallöjtnant och 1917 till chef för 24:e armékåren. I juni 1918 fick han befälet över 8:e armén, som spelade en framträdande roll i segern vid Vittorio Veneto.
Caviglia var krigsminister mellan januari och juni 1919 och befordrades därefter till armégeneral. Efter att ha återställt lag och ordning i Fiume 1920 utnämndes han 1926 till marskalk av Italien. År 1943 fick han det militära kommandot i Rom. Han förhandlade med Albert Kesselring för att säkerställa att tyskarna skulle respektera dess status som öppen stad.

## Utmärkelser
- Knight Commander av Bathorden
- Storkorsriddare av Sankt Mauritius och Sankt Lazarusorden
- Storkorsriddare av Italienska kronorden
- Tjeckiska Segermedaljen
- Annunziataorden
- Riddare med storkors av Savojens militärorden

[Redigera Wikidata]